# I'm Not Ashamed
I'm Not Ashamed è un film del 2016 diretto da Brian Baugh.

## Trama
Il film parla di Rachel Scott, la prima vittima del massacro della Columbine High School nel 1999 a Columbine, in Colorado. Scott sarà la protagonista, mentre i due uomini armati durante le riprese, Eric Harris e Dylan Klebold saranno i principali antagonisti.

## Distribuzione
Il film è stato distribuito nelle sale cinematografiche statunitensi il 21 ottobre 2016.